# 長野亮
長野 亮（ながの りょう、1971年1月24日 - ）は、NHKのアナウンサー。

## 人物
神奈川県立湘南高等学校、慶應義塾大学卒業後、1996年入局。

## 嗜好
趣味は作詞・作曲、演奏（ドラム、ギター、歌）、将棋。

## 現在の担当番組
- 情報維新!やまぐち リポーター
  - 平崎貴昭の代理キャスター（2024年1月15日 - 19日）
- 山口県のニュース・中継・リポート
- 情報維新!やまぐち845（ローテーション制）
- 情報維新!やまぐち645（ローテーション制）

## 過去の担当番組・業務
長崎放送局時代
- イブニングワイドながさき
- 長崎県のニュース・中継・リポート

静岡放送局時代
- たっぷり静岡（2002年4月 - 2004年3月）

松山放送局時代
- 愛媛県・四国地方のニュース
  - 高知放送局在籍中は高知県のニュースを影読みすることがあった。
- おはようえひめ
- 四国羅針盤

名古屋放送局時代
- 東海3県・東海北陸のニュース
- ナビゲーション

東京アナウンス室時代
- 囲碁・将棋ジャーナル（ - 2011年春）準レギュラー（不規則交替）
- 「竜王戦」、「将棋名人戦」の中継番組（不定期）[1]
- 首都圏ネットワーク リポーター（2014年4月 - 2015年3月）
- うまいッ! 上品な辛みと香り  静岡 わさび（2015年4月26日）
- ハートネットTV 公開すこやか長寿 司会（不定期放送・2014年5月22日 - 2016年3月17日）
- NHK BSニュース（2013年4月 - 2015年3月） 月 - 金曜日（祝日以外）午前5:50 - 9:50開始分、7月からは宮島大輔と交代で担当。
- NHKニュースおはよう日本 リポーター（2015年4月 - 2016年6月）
- きょうの健康 キャスター（2015年4月 - 2016年3月24日・運動で健康「スローエアロビックに挑戦!」回まで）
- ワイルドライフ ナレーション（不定期担当）

旭川放送局時代
- ほっとニュース北海道 あさひかわ
- ワイルドライフ ナレーション（不定期）
- 北海道のニュース
- ニュース北海道645（土曜を担当）[2]

高知放送局時代
- 高知県のニュース
- こうちいちばん（編集責任者）

山口放送局時代
- 安倍晋三銃撃事件特設ニュース（2022年7月8日） 山口県下関市の安倍晋三事務所から中継リポートを行った。
- NHKニュース7（2022年7月8日） 安倍晋三銃撃事件関連ニュースの中で山口県下関市の安倍晋三事務所から中継リポートを行った。
- Yスペ!
  - おたよりさんぽスペシャル 知られざる世界へようこそ（2024年1月26日）

## 同期のアナウンサー
住吉美紀・上野速人・中條誠子・鈴木聡彦・村上由利子・安田真一郎・伊東敏恵・阿部悌・伊藤慶太・大蔵哲士・大野済也・澗隨操司・鹿沼健介・杉澤僚・関口健・高山哲哉・豊原謙二郎・永井克典・堀伸浩・渡辺憲司